# Beijing Guoan
El Beijing Sinobo Guoan Football Club (en chino tradicional, 北京中赫国安; en chino simplificado, 北京中赫国安; pinyin, Běijīng Zhōnghè Guó'ān) es un club de fútbol del distrito de Chaoyang en Pekín, China. El club fue fundado en 1951, pero se convirtió en un equipo profesional en 1992, y juega en la Superliga China. El verde es el color característico del club y disputa sus partidos como local en el Estadio de los Trabajadores, que tiene un aforo de 66 161 asientos. Su accionista mayoritario es el CITIC Group, una compañía de inversión propiedad del gobierno de la República Popular de China.
El predecesor del club fue el Beijing Football Club y jugó predominantemente en primera división, donde ganaron varios títulos de liga y copa nacionales. El 29 de diciembre de 1992, el club fue reconocido para convertirse en un club de fútbol profesional por completo, lo que lo convierte en uno de los miembros fundadores de la primera liga totalmente profesional en China. Desde entonces han llegado a ganar su primer título de liga profesional en la temporada 2009, así como cuatro copa de China de fútbol en 1996, 1997, 2003 y 2018.

## Historia

### Fundación e inicios del club (1951-1991)
El club fue fundado en 1951 cuando el cuerpo deportivo del gobierno local decidió participar en el primer torneo nacional de fútbol de China. Para ello, en octubre de 1951, Pekín organizó un torneo de selección en el estadio Xiannongtan, donde los mejores jugadores de la ciudad fueron elegidos para formar el equipo representativo. En la final de este torneo, el equipo de Hermanos, liderado por Shi Wanchun, venció 2-1 al equipo de Aviación Civil, que contaba con el portero Xu Fusheng, quien posteriormente sería arquero de la selección nacional.
Tras la selección de los mejores jugadores, se formó el primer equipo de fútbol de Pekín, incluso antes de la creación oficial del Comité de Deportes de la ciudad. Este equipo participó en el torneo de clasificación de la región de China del Norte, enfrentándose a otras selecciones como Tianjin, Pingyuan, Chahar y Suiyuan, muchas de ellas formadas temporalmente para la competición. En el partido decisivo, Pekín derrotó 3-2 a Tianjin ante más de 20,000 espectadores, logrando el título con un récord de seis victorias en seis partidos. Posteriormente, en diciembre de 1951, el equipo de la región de China del Norte, compuesto mayoritariamente por jugadores de Pekín, participó en el primer torneo nacional en Tianjin, terminando en cuarto lugar tras las selecciones del Noreste, el Ejército Popular de Liberación y la región de China del Este.
El equipo original de Pekín se disolvió tras el torneo, pero en los años siguientes se formaron nuevas selecciones de la ciudad. En 1953 y 1955, Pekín organizó equipos temporales para participar en torneos nacionales, con varios jugadores de la plantilla original. En 1955, Pekín ganó el campeonato de su zona en el torneo de ciudades y obtuvo el derecho a competir en el primer Campeonato Nacional de Fútbol de China en 1956.
Con la expansión del fútbol en el país, Pekín y Tianjin pudieron formar equipos independientes y, en 1955, el equipo de la capital fue reorganizado oficialmente como el Pekín Football Club. En la temporada inaugural de 1956, el club utilizó una equipación blanca como local y una de rayas rojas como visitante. Además, inscribió a un equipo juvenil, Beijing Juvenil B, que se consagró campeón de la liga, mientras que el primer equipo de Pekín finalizó en sexta posición.
El club reforzaría su control en las siguientes temporadas cuando salieron y ganaron los títulos de liga de 1957 y 1958. Con estos resultados, el club se convertiría en una fuerza importante dentro del fútbol chino, y con el equipo juvenil del club aún participando dentro del nivel superior, había un suministro constante de jugadores que ingresaban al equipo para luchar por los puestos. Siendo la ciudad capital de China y por su éxito en el campo, el club se convertiría en un equipo subordinado para el equipo nacional de China. Esto a menudo vio al club incapaz de completar un cronograma completo del campeonato y el equipo juvenil se usó a menudo para representar al club, lo que hizo poco para disminuir el fútbol de Pekín y resultó en que el equipo juvenil ganara el campeonato de 1963 por segunda vez, mostrando la fuerza en profundidad de la región del fútbol de Pekín hasta 1966 cuando la Revolución Cultural China detuvo el fútbol en el país.
Cuando el fútbol volvió a China, Pekín ganó el título de liga de 1973 en la liga de fútbol recién restablecida. Mientras que Pekín una vez más se restableció como los principales contendientes por el título, no ganaron ningún título importante hasta el título de liga de 1982, que fue seguido por el título de liga de 1984 y el título de la Copa China de 1985. Después de este período, el club comenzaría a declinar en sus actuaciones y fueron relegados por primera vez en su historia al final de la temporada de 1988, sin embargo, su tiempo dentro del segundo nivel fue de corta duración y ganaron el título de división y promoción al primer nivel al final de la temporada de 1990. En total, Pekín habría ganado el título de la liga cinco veces durante la antigua era de la Liga Nacional de Fútbol de China antes de que el club recibiera plena profesionalidad en 1992.

### Nueva era del profesionalismo (1992-1999)
El Beijing Guoan profesional se formó el 31 de diciembre de 1992, como resultado de la reforma del fútbol chino, que fue la Asociación China de Fútbol buscando profesionalizar a toda la liga de fútbol chino. El club fue creado por CITIC Guoan de CITIC Group, una empresa estatal de China y el Comité Municipal de Deportes de Pekín. El club tomaría parte en la temporada de la Jia-A League de 1994 en China, convirtiéndose en uno de los miembros fundadores de la primera liga de nivel superior completamente profesional en China y cambiando los colores como local al verde para simbolizar el cambio. El presidiente del club es Wang Jiesen. En su primera temporada profesional, Beijing terminó en un decepcionante octavo de doce equipos y el entrenador Tang Pengju fue relevado de sus funciones.
El club firmó a Jin Zhiyang para entrenarlos la siguiente temporada y los resultados bajo su reinado mejoraron lo suficiente como para que terminen la campaña de 1995 en la posición de subcampeón. La temporada siguiente, Jin Zhiyang llevó a Beijing a su primer trofeo profesional cuando derrotó a Jinan Taishan Jiangjun por 4-1 para levantar la Copa China de 1996. Jin Zhiyang logró retener la Copa al año siguiente con una victoria por 2-1 ante el Shanghái Shenhua, lo que impresionó a la Asociación de Fútbol de China, que lo separó de Pekín cuando le ofrecieron un puesto en la selección nacional de China. El asistente del entrenador Shen Xiangfu asumió el rol directivo y en su temporada de debut guio al club a la tercera posición dentro de la liga, sin embargo, en su segunda temporada, el equipo cayó al sexto y dejó el club.

### Influencia internacional y llegada de Sinobo (2000-presente)

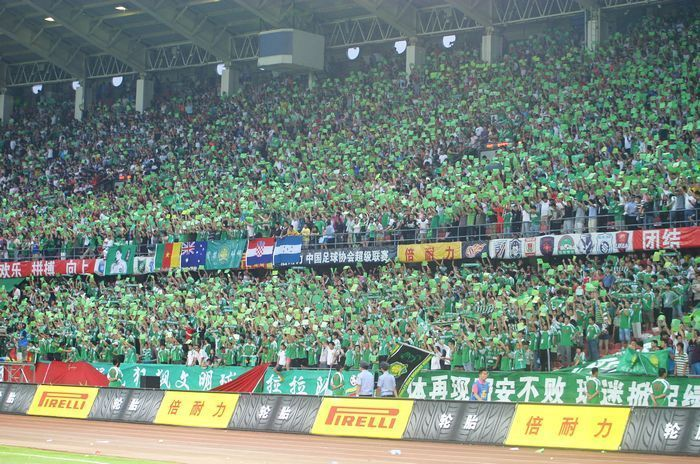
Partido del Beijing Guoan en el Estadio de los Trabajadores.

El serbio Milovan Đorić sería la primera incursión de Pekín con un entrenador extranjero cuando se unió al club al comienzo de la temporada de liga de 2000. Su reinado fue excepcionalmente efímero después de perder sus primeros tres juegos de la temporada antes de ser reemplazado por el entrenador nativo Wei Kexing. Al comienzo de la temporada de liga de 2002, Pekín contrató a su segundo técnico extranjero en Ljupko Petrović. Las influencias extranjeras continuarían cuando, en 2003, el club firmó un contrato de endoso de tres años con la compañía de propiedad conjunta de Corea del Sur, Beijing Hyundai, que resultó en que el club cambiara su nombre a Beijing Hyundai para acomodar esto. En 2005, el club de fútbol español Real Madrid entró en negociaciones con Pekín sobre un proyecto de desarrollo de fútbol.
Al comienzo de la temporada 2007 de la liga ganadora dos veces de la Copa de China con Chongqing Lifan y Qingdao Beilaite, Lee Jang-soo fue contratado como el entrenador del equipo. El técnico de Corea del Sur en su temporada de debut guio al club a la segunda posición dentro de la liga. Para la temporada de liga 2009, el club había regresado al Estadio de los Trabajadores después de la renovación de los Juegos Olímpicos de Pekín de 2008 y bajo el mando de Lee Jang-soo parecía que el club estaría ganando su primer título de liga profesional hasta una derrota por 2-0 de Changchun Yatai el 15 de septiembre de 2009, el club cayó al tercer puesto y Lee Jang-soo fue despedido inescrupulosamente con siete juegos restantes. El exjugador de Pekín Hong Yuanshuo fue llevado de inmediato al equipo y en el último día de la temporada, Beijing derrotó 4-0 a Hangzhou Greentown para hacerse con el campeonato 2009 de la liga.
A pesar de haber sido fundada por CITIC Guoan Group, la participación del club de fútbol estaba en manos de otra subsidiaria, CITIC Corp., Ltd. (en chino simplificado, 中国中信股份有限公司) del grupo CITIC, una empresa con sede en Pekín que podría ser incluida en la China continental desde 2012 (CITIC Group invitó a otros inversionistas a comprar la nueva participación de CITIC Guoan Group en 2014, haciendo que la empresa ya no sea una subsidiaria de CITIC Group). En 2014, CITIC Group registró la mayoría de sus activos en su filial CITIC Pacific con sede en Hong Kong (cambio de nombre a CITIC Limited) incluyendo el capital social completo de CITIC Corp, por lo que la participación del club de fútbol se flotó indirectamente en una bolsa de valores.
El 27 de diciembre de 2016, la empresa inmobiliaria Sinobo Group participó en el aumento de capital del club por una participación del 64%, que se finalizó el 10 de enero de 2017, convirtiéndose en el mayor accionista. Según la base de datos del gobierno chino, el capital social del club aumentó de CN ¥ 75 millones a CN 208,33 millones, lo que hizo que Sinobo Group poseyera el 64,00% de las acciones con un valor nominal de CN¥ 133,33 y una prima de emisión no divulgada. El club también fue rebautizado como Beijing Sinobo Guoan F.C. Co., Ltd.

## Uniforme
- Uniforme titular: Camiseta verde, pantalón verde, medias verdes.
- Uniforme alternativo: Camiseta blanca con vivos verdes, pantalón blanco, medias blancas.

### Evolución
| 2013 | 2014 | 2015 | 2016 | 2017 | 2018 | 2019 | 2020 | 2021 |

## Estadio
En el Estadio de los Trabajadores es donde juega de local el Beijing Guoan, y para los partidos de menor concurrencia lo hace en el estadio Beijing Fengtai Stadium que es un multiestadio ubicado en la ciudad de Pekín, China. Actualmente es utilizado para partidos de fútbol y es donde el Beijing Guoan hace de local. El estadio tiene una capacidad para 66.000 espectadores.

## Rivalidades

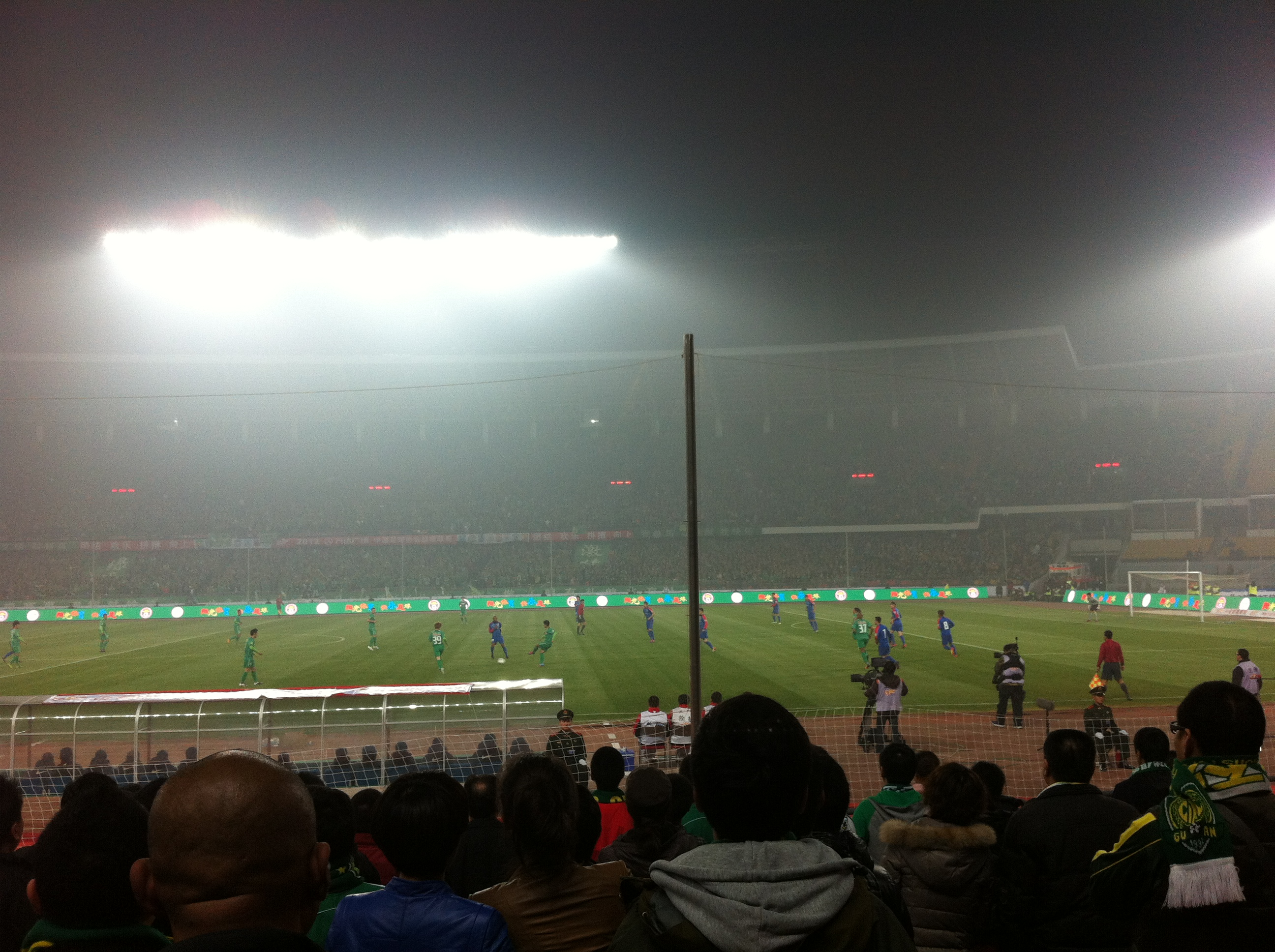
Imagen de un partido entre el Beijing Guoan y el Shanghái Shenhua.

La rivalidad más feroz y antigua del Beijing Guoan es contra el Shanghái Shenhua, a menudo referido como el Derbi de China. La rivalidad con Shenhua es vista como una manifestación de la rivalidad que existe entre las dos ciudades que producen más importaciones hacia el país, Pekín y Shanghái, ya que la primera es el centro del gobierno, mientras que la segunda es el centro financiero del comercio moderno dentro de China.
El derbi Jing-Jin es una rivalidad local entre el Beijing Guoan y el vecino Tianjin Teda. Ambos equipos pueden rastrear sus historias en el equipo Norte de China, antes de que se dividiese para formar los clubes de fútbol de Beijing y Tianjin. Desde entonces, ambos clubes han permanecido, en su mayor parte, en la primera división del fútbol chino, lo que ha sido un aliciente de constante rivalidad y ha dado lugar a intensos partidos.

## Datos del club
- Temporadas en 1ª: 4
- Mayor goleada conseguida:
  - En campeonatos nacionales: 6-1 (Super Liga de China) 9-1 (Jia A)
  - En torneos internacionales: 8-0 (Copa de Clubes de Asia)
- Mayor goleada recibida:
  - En campeonatos nacionales: 1-5 (Jia A)
  - En torneos internacionales: 0-5 (Copa de Clubes de Asia)
- Mejor puesto en la liga: 2º (Super Liga de China y Jia A)
- Peor puesto en la liga: 7º (Super Liga de China) 9º (Jia A)

## Jugadores destacados
- Fu Bin (1995-1997)
- Gao Feng (1990-1996)
- Gao Hongbo (1985-1993, 1995-1996)
- Huang Bowen (2004-2010)
- Li Yi (1999)
- Shao Jiayi (1999-2002, 2012)
- Tao Wei (1998-2010)
- Xie Feng (1994-1997)
- Xu Yunlong (1999)
- Yang Chen (1995-1997)
- Yang Hao (2001-2010)
- Fabrice Moreau (1999)
- William Modibo (2009)
- William Inganga (1997)
- Frédéric Kanouté (2012-2013)
- Ladji Keita (2011)
- Joel Griffiths (2009-2011)
- Roland Kirchler (2002)
- Predrag Pažin (2002)
- Darko Matić (2009-2015)
- Maurice Ross (2010)
- Andres Olivas Rubio (1997-1998)
- Krisztián Kenesei (2003-2005)
- Stojan Ignatov (2008)
- Dan Alexa (2004-2005)
- Ovidiu Burcă (2008)
- Nikoslav Bjegović (2000)
- Andrija Kaluđerović (2012)
- Uroš Predić (2002-2003)
- Jonny Rödlund (2001)
- Jonathan Viera (2017-2022)
- Miodrag Pantelić (2007)
- Mamadou Traore(2024-)
- Samuel Albergo
- Jian -
- Chi Tabao
- Milton Coimbra (2006)
- Tiago Honório (2007-2008)
- Cristian Carmona (2009)
- Henry Palacios (2014-2016)
- Joffre Guerrón (2012)
- Casiano Delvalle (1997-1998, 1999, 2002-2003)
- Jorge Luis Campos (1997-1998)
- Walter Julián Martínez Ramos (2010-2011)
- Cédric Bakambu (2018-Act.)

## Datos del club

### Palmarés
El palmarés de la Beijing Guoan comprende a nivel nacional una Liga, cinco Copas, dos Supercopas de China y seis campeonatos amateurs y semi-profesionales de Liga previos a 1994.
Nota: en negrita competiciones vigentes en la actualidad. Indicado el récord del torneo 
Torneos nacionales (14)
| Competición nacional | Competición nacional | Títulos                             | Subcampeonatos                    |
| -------------------- | -------------------- | ----------------------------------- | --------------------------------- |
| Superliga de China   | 1                    | 2009.                               | 1995, 2007, 2011, 2014, 2017. (5) |
| Copa FA de China     | 5                    | 1985, 1996, 1997, 2003, 2018.       | 1986, 2000, 2001. (3)             |
| Supercopa de China   | 2                    | 1997, 2003.                         | 1996, 2019. (2)                   |
| Liga Jia-A           | 6                    | 1957, 1958, 1963, 1973, 1982, 1984. | 1977. (1)                         |